# François-Michel Glachant
François-Michel Glachant est un maître écrivain français, actif au milieu du XVIIIe siècle. 

## Biographie
Il a été reçu maître en la Communauté des maîtres écrivains jurés le 17 mai 1736.
Il épousa Jeanne Adrienne Paris. Son inventaire après décès eut lieu le 17 juillet 1783.

## Œuvres gravées
- Nouveau traité d'écriture enrichi de plusieurs pièces gravées d'après le chef-d'œuvre de M. Rossignol, où l'on trouve ses démonstrations, selon les principes de M. Alais ; & dans lequel l'on combat de nouveaux principes sur l'art d'écrire... par le sieur Glachant,.... Paris : J.-B.-C. Bauche, 1742. 2°, VI-30 p., pl. (Chicago NL, Berlin KB, Paris BNF : deux exemplaires dont un relié aux armes du duc d'Orléans, dédicataire de l'œuvre). Le frontispice est daté 1744, le titre 1742. Morison 1962 n° 59 avec 2 pl. reproduites.

Les planches sont gravées par Aubin, Baillieul, Lattré, Charpentier et Rossignol.